# Дар'їно (Аургазинський район)
Да́р'їно (рос. Дарьино, башк. Дарьино) — присілок у складі Аургазинського району Башкортостану, Росія. Входить до складу Чуваш-Карамалинської сільської ради.
Населення — 41 особа (2010; 36 в 2002).
Національний склад:
- чуваші — 50%
- росіяни — 42%